# Hal Rogers

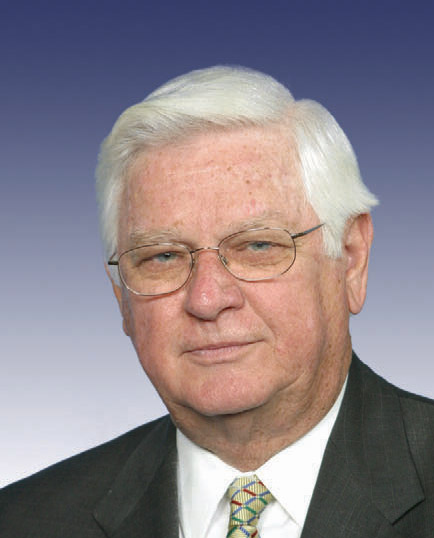
Hal Rogers

Harold Dallas "Hal" Rogers, född 31 december 1937 i Wayne County, Kentucky, är en amerikansk republikansk politiker. Han representerar delstaten Kentuckys femte distrikt i USA:s representanthus sedan 1981.
Rogers gick i skola i Wayne County High School. Han studerade 1956-1957 vid Western Kentucky University. Han avlade 1962 sin grundexamen och 1964 juristexamen vid University of Kentucky. Han arbetade sedan som advokat.
Kongressledamot Tim Lee Carter kandiderade inte till omval i kongressvalet 1980. Rogers vann valet och efterträdde Carter i representanthuset i januari 1981.
Gift med Shirley McDowell 1958. Avliden 1995. Hade tre barn med Shirley McDowell. Omgift med Cynthia Doyle 1999.